# Jan Bem
Jan Paweł Bem (ur. 31 sierpnia 1933 w Bytomiu, zm. 31 maja 1997) – polski piłkarz, grający na pozycji bramkarza. Do 1952 i od 1977 Adolf Paweł Böhm.
Dwukrotny mistrz Polski z dwoma zespołami: z Polonią Bytom (1954) oraz z ŁKS-em Łódź (1958). Zdobywca Pucharu Polski z Legią Warszawa w 1955 i 1956.